# Chytridiales
Chytridiales is een orde van schimmels (Fungi) uit de stam van de schijnschimmels (Chytridiomycota).
Tot deze orde behoren voornamelijk waterschimmels. Ze hebben geen mycelium. Ze leven als saprofyt of parasiet op algen en fungi. Ook zijn er een aantal soorten die op het land leven, zoals Olpidium brassicae en Synchytrium endobioticum. Deze soorten veroorzaken plantenziekten. Er zijn ongeveer 550 soorten.

## Taxonomie
De taxonomische indeling van de Chytridiales is als volgt:
Orde: Chytridiales
- Familie: Chytridiaceae
- Familie: Cladochytriaceae
- Familie: Endochytriaceae
- Familie: Harpochytriaceae
- Familie: Synchytriaceae